# Wildflower (5 Seconds of Summer)
Wildflower è un singolo del gruppo musicale australiano 5 Seconds of Summer, pubblicato il 25 marzo 2020 come quinto estratto dal quarto album in studio Calm.